# Manuela Stellmach
Manuela Stellmach (* 22. Februar 1970 in Berlin) ist eine ehemalige deutsche Schwimmerin, die sowohl für die DDR als auch nach der Wiedervereinigung für Deutschland startete.

## Werdegang

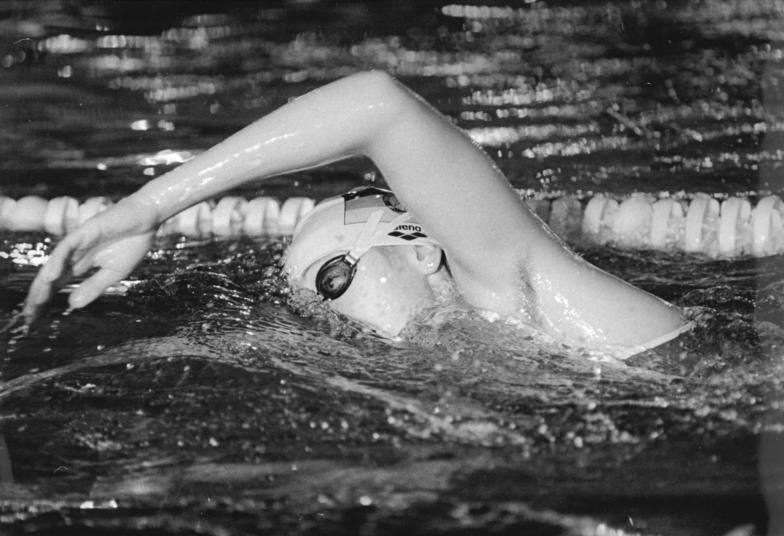
Manuela Stellmach bei den DDR-Wintermeisterschaften in Potsdam (1988)

Die größten Erfolge gelangen der Freistilspezialistin mit den Staffeln. So wurde sie 1985 mit der DDR-Staffel über 4 × 100 Meter Freistil Europameisterin, 1986 Weltmeisterin über 4 × 100 Meter und 4 × 200 Meter Freistil und 1988 in Seoul zusammen mit Kristin Otto, Katrin Meißner und Daniela Hunger Olympiasiegerin mit der 4-mal-100-Meter-Freistilstaffel. Auf den Einzelstrecken stand sie zumeist im Schatten von Heike Friedrich. Der einzige Einzelerfolg war der Titel über 200 m Freistil bei den Europameisterschaften 1989 in Bonn.
Sie konnte gemeinsam mit der DDR-Freistilstaffel den Weltrekord über 4 × 200 Meter jeweils bei den Schwimmweltmeisterschaften 1986 in Madrid und bei den Schwimmeuropameisterschaften 1987 in Straßburg verbessern.
1986 wurde sie mit dem Vaterländischen Verdienstorden in Silber und 1988 in Gold ausgezeichnet.
Manuela Stellmach war eine der wenigen Schwimmerinnen aus der DDR, die auch nach der Wende weiter erfolgreich waren. Sie gewann mit deutschen Staffeln noch Titel bei Welt- und Europameisterschaften und 1992 bei der Olympiade in Barcelona eine Bronzemedaille. Dafür wurde sie am 23. Juni 1993 mit dem Silbernen Lorbeerblatt ausgezeichnet.
Im Jahr 1994 beendete sie ihre Laufbahn.

## Bezug zum DDR-Doping
Im Zuge des DDR-Dopingprozesses, bei dem sie vor dem Landgericht Berlin als Zeugin geladen war, wurde unter anderem bekannt, dass Volker Frischke, der in den 1980er Jahren Stellmachs Trainer im B-Nationalkader der DDR war, ihr anabole Steroide verabreicht hatte.